# Manuel Ier (roi de Portugal)
Pour les articles homonymes, voir Manuel Ier.
Manuel Ier (ou Emmanuel Ier), dit « Le Ventureux »,,,, le Grand ou le Fortuné, né le 31 mai 1469 à Alcochete et mort le 13 décembre 1521 à Lisbonne, est le 14e roi de Portugal du 25 octobre 1495 jusqu'à sa mort. Il est le cousin germain du roi Jean II auquel il succède en 1495, à la suite du décès de celui-ci.
Les revenus des monopoles commerciaux portugais ainsi que des terres colonisées font de Manuel Ier le monarque le plus riche d'Europe ,, ce qui lui permet d'être l'un des grands mécènes de la Renaissance portugaise, qui produit de nombreuses réalisations artistiques et littéraires. Le style manuélin, considéré comme l'architecture nationale du Portugal, doit son nom à ce roi .

## Biographie

### Jeunesse

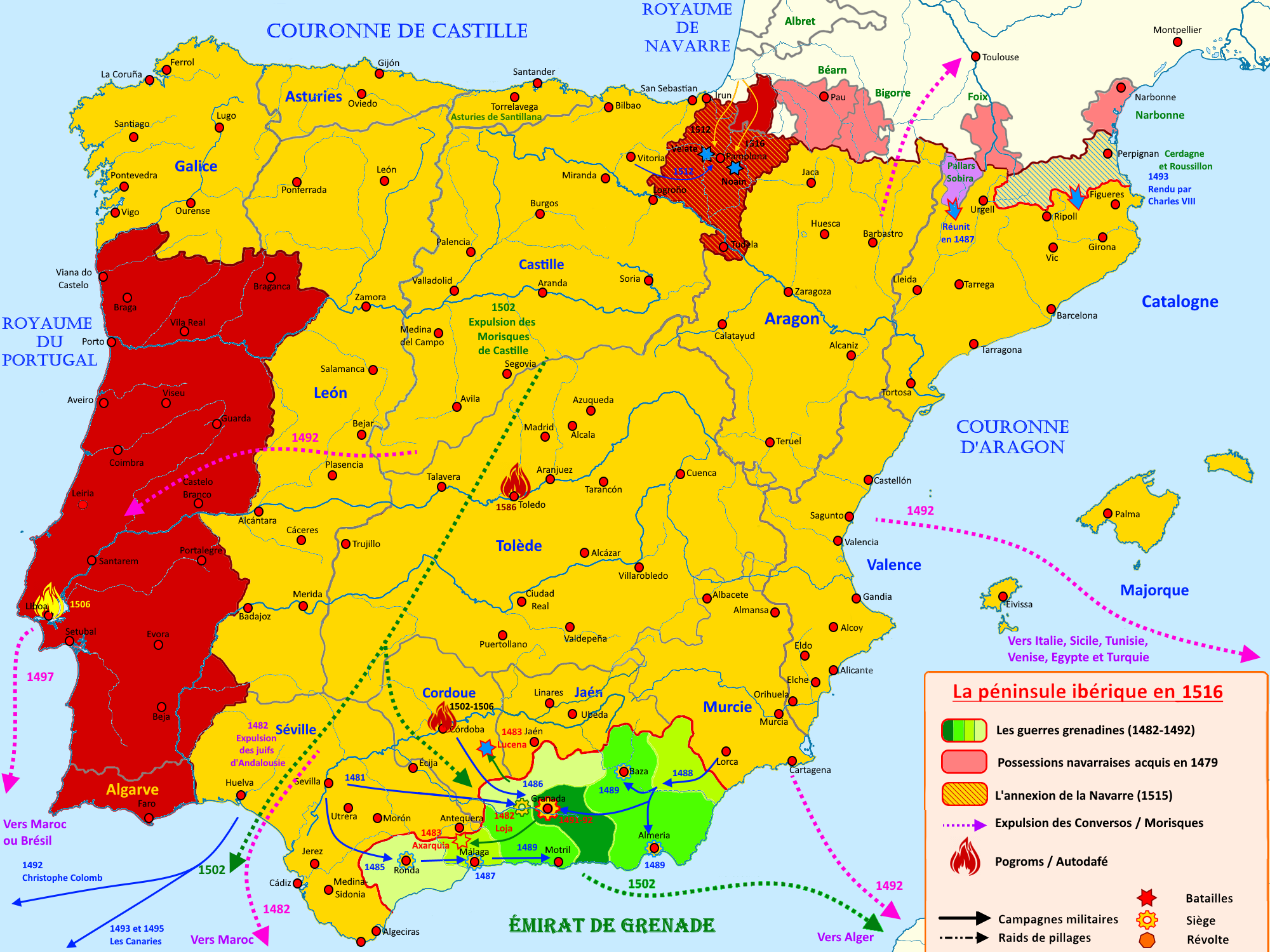
Le royaume du Portugal de 1479 à 1516.

La peste qui touche Lisbonne, capitale du royaume, pousse la cour et la noblesse à s'installer à Alcochete où naît Manuel en 1469, fils du duc de Viseu, Ferdinand, et de Béatrice de Portugal ,. Son père est le fils du roi Édouard Ier et le frère d'Alphonse V, tandis que sa mère est la petite-fille de Jean Ier de Portugal. De plus, sa sœur Éléonore de Viseu est l'épouse du roi Jean II .
Pendant sa jeunesse, Manuel assiste à des tensions politiques entre la noblesse portugaise et le roi Jean II . En 1483, Ferdinand II de Bragance, chef de la plus puissante maison féodale du Portugal , est exécuté pour trahison ,.
En 1484, le frère aîné de Manuel, Jacques de Viseu, est accusé d'avoir mené une conspiration contre la couronne et est poignardé à mort par le roi lui-même ,.
En 1493, il reçoit avec inquiétude l'ordre du roi de se présenter à la cour. Jean II veut en réalité le désigner comme héritier du trône après la mort de son fils, Alphonse de Portugal, et ses tentatives infructueuses de légitimation de son fils bâtard, Georges de Lancastre ,.

### Règne

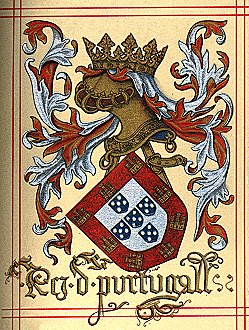
Armoiries de Manuel Ier de Portugal, Livro do Armeiro-mor, 1509.

Manuel Ier monte sur le trône le 27 octobre 1495 .

#### Politique extérieure
Digne successeur du roi Jean II, Manuel Ier appuie les découvertes portugaises et développe les monopoles commerciaux:
- 1498: Vasco de Gama découvre la route des Indes ,.
- 1500: Pedro Álvares Cabral atteint le Brésil ,.
- 1501: Découverte du Labrador par Gaspar et Miguel Corte-Real  ,.
- 1503: Construction de la première feitoria au Brésil par Fernão de Noronha et d'un fort dans le Royaume de Cochin, allié en Inde, par Afonso de Albuquerque.
- 1505: Construction des forts de Kilwa, Sofala, Anjidiv et Cannanore par Francisco de Almeida en tant que premier Vice-roi de l'Inde portugaise .
- 1506: Prise d'Essaouira, au Maroc, par Diogo de Azambuja .
- 1507: Conquête de Socotra par Tristan da Cunha et prise d'Ormuz, dans le golfe Persique, par Afonso de Albuquerque ,.
- 1510: Prise de Goa, en Inde, par Afonso de Albuquerque .
- 1511: Prise de Malacca, en Malaisie, par Afonso de Albuquerque .
- 1513: Prise d'Azemmour, au Maroc, par Jacques Ier de Bragance .
Toutes ces expéditions est le résultat d'un plan de Manuel Ier pour contrecarrer le commerce musulman dans l'océan Indien en le bloquant via le golfe Persique et pour contrôler celui avec la Chine. Cela contribue à la construction de l'Empire colonial portugais qui fait du Portugal un pays riche et puissant .

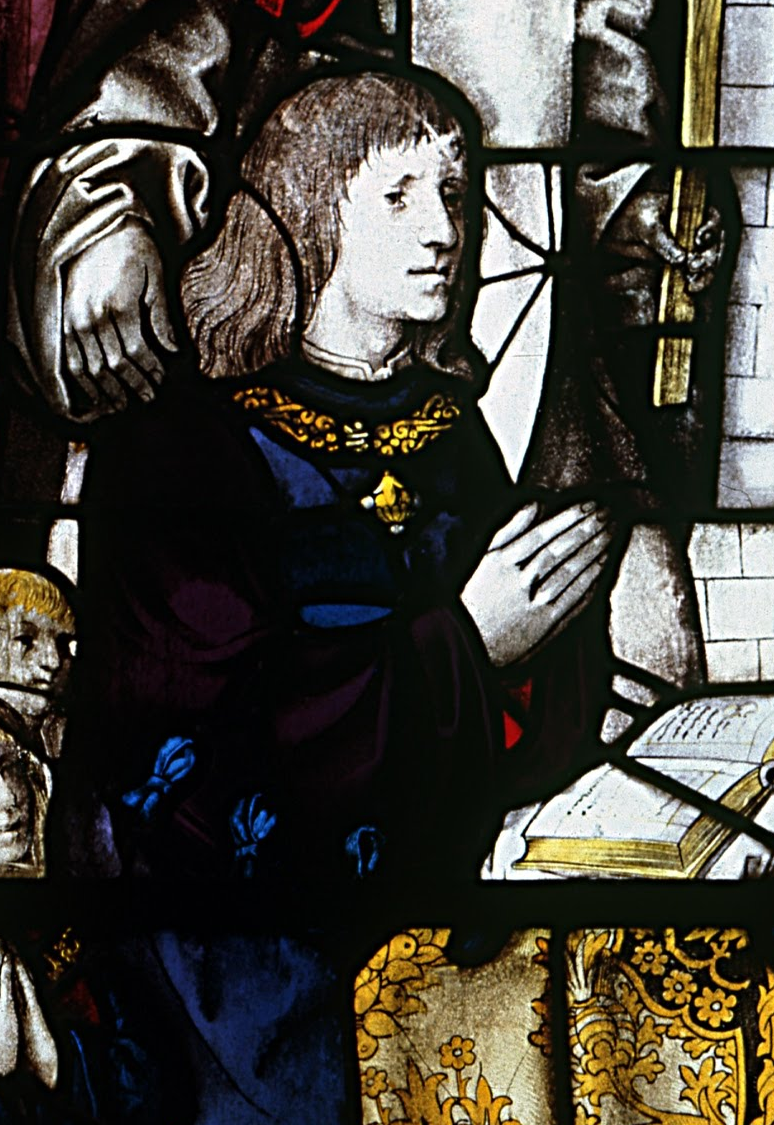
Manuel Ier orant, détail d'un vitrail du monastère de Batalha (vers 1514-1518).

Une monumentale ambassade portugaise est envoyée au pape Léon X afin d'attirer l'attention de toute l'Europe sur les richesses nouvellement acquises par le Portugal .
Comme le roi Alphonse V, Manuel Ier étend son titre officiel pour refléter l'expansion de son royaume. Il se proclame « roi de Portugal et des Algarves, de ce côté et au-delà de la mer en Afrique, seigneur de la Guinée et seigneur de la conquête, de la navigation et du commerce en Éthiopie, en Arabie, en Perse et en Inde » ,.

#### Politique intérieure

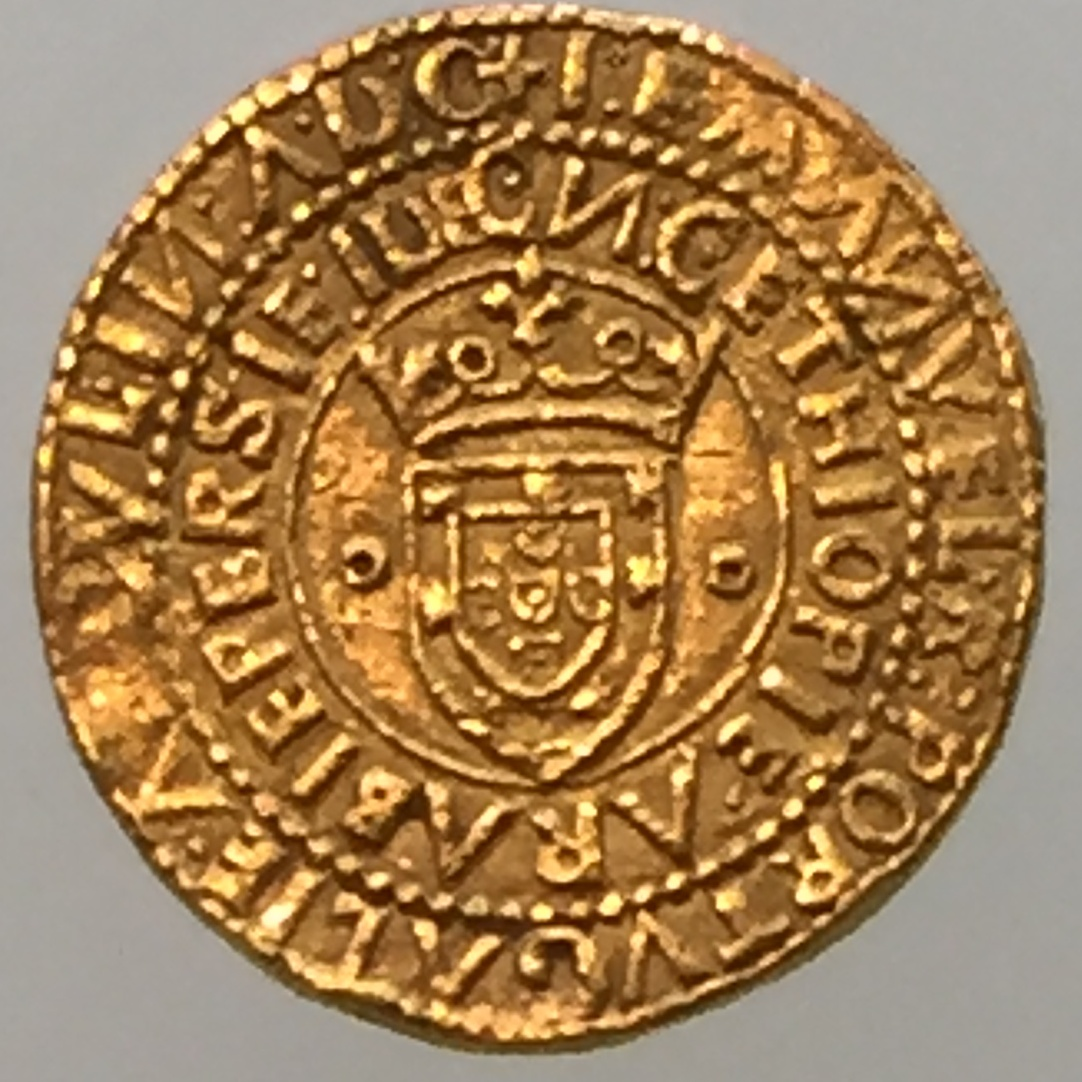
Pièce d'or portugaise frappée à Lisbonne entre 1499 et 1502.

Manuel Ier utilise la richesse obtenue par le commerce pour construire des édifices royaux en style manuélin, comme le monastère des Hiéronymites  et pour attirer des artistes ainsi que des scientifiques à la cour de Lisbonne . Il parraine de nombreux intellectuels portugais, dont le dramaturge Gil Vicente (surnommé le père de la culture portugaise et du théâtre espagnol) .
Sous son pouvoir, l'absolutisme royal est la méthode de gouvernement . Les Cortes portugaises (l'assemblée du royaume) ne se réunissent que quatre fois à Lisbonne pendant son règne .
Il réforme les tribunaux de justice et les chartes municipales ce qui permet de moderniser les impôts ainsi que les concepts de tributs et de droits . Sous son règne, les lois en vigueur dans le royaume sont recodifiées avec la publication des Ordonnances manuélines ,.
Manuel Ier est un monarque très croyant qui envoie dans les colonies des missionnaires tels que Francisco Álvares , fait construire des édifices religieux et promeut une croisade contre les Ottomans . Il reçoit la Rose d'or des mains du pape Jules II en 1506 .

Epistola de victoria contra infideles habita, 1507.

Après un début de règne favorable aux Juifs (suppression d'une taxe et libération des esclaves), le roi doit rapidement infléchir sa politique pour plaire aux Rois catholiques et appliquer une des clauses de son contrat de mariage avec Isabelle d'Aragon, devenue l'héritière du trône d’Espagne après la mort de son frère Jean ,.
Selon cette clause, tous les habitants du Portugal doivent obligatoirement être chrétiens. Le décret d'expulsion des Juifs et des Musulmans du Portugal est promulgué le 5 décembre 1496 ,. Finalement, le roi contraint la communauté juive à la conversion . Tous les convertis ainsi que leurs descendants sont appelés « nouveaux chrétiens » et bénéficient d'une période de grâce de trente ans durant laquelle aucune enquête sur leur foi n'est autorisée, période qui est ensuite prolongée jusqu'en 1534 ,.
Pendant le massacre de Lisbonne de 1506, environ 2 000 Juifs sont assassinés par des émeutiers. Les chefs de l'émeute sont exécutés par Manuel Ier ,.
En outre, le roi portugais ordonne l'expulsion des musulmans de son pays et encourage les Rois catholiques à mettre fin à la tolérance de l’Islam en Espagne .

#### Décès

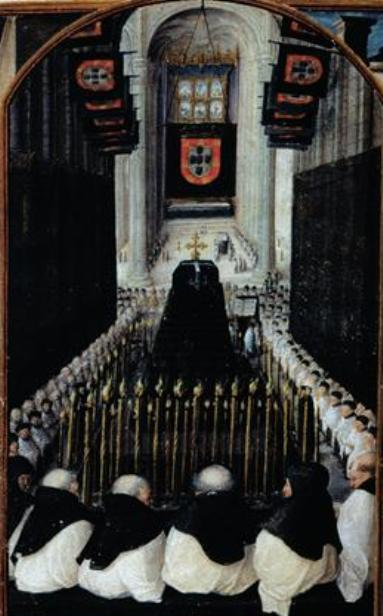
Funérailles de Manuel Ier en 1521.

En décembre 1521, alors que Lisbonne est aux prises avec une épidémie de Peste, Manuel Ier et sa cour restent au palais de Ribeira . Le 4 décembre, le roi commence à présenter les symptômes d'une fièvre intense et il meurt, le 13 décembre 1521, à l'âge de 52 ans . Ses restes sont transférés au monastère des Hiéronymites . Son fils lui succède sous le nom de Jean III de Portugal ,.

## Mariages et descendance
Il épouse en 1495 Isabelle d'Aragon, veuve du prince Alphonse de Portugal. Héritière du trône de Castille à la mort de son frère, elle meurt en 1498. Le couple a un enfant:
- Miguel de la Paz (né le 23 août 1498 et mort le 20 juillet 1500), infant et héritier du trône de Portugal, de Castille ainsi que d'Aragon. Sa mort met fin au rêve de Jean II de réunir les couronnes ibériques entre les mains portugaises [43],[44].

Sans héritier, Manuel Ier épouse en 1500 Marie d'Aragon, troisième fille des Rois catholiques et d'abord promise au roi Jacques IV d'Ecosse. Le couple a dix enfants ,:
- Jean III (roi de Portugal), grand-père du futur roi Sébastien Ier

- Isabelle de Portugal (1503-1539), épouse en 1526 Charles Quint, empereur du Saint-Empire romain germanique et roi d'Espagne : d'où la succession au trône de Portugal de 1580 à 1640, avec Philippe II, Philippe III et Philippe IV d'Espagne

- Béatrice de Portugal (1504-1538), épouse en 1524 Charles II (duc de Savoie)

- Louis de Portugal (né le 3 mars 1506- † 27 novembre 1555), 5e duc de Beja et père d'Antoine, prétendant au trône de Portugal

- Ferdinand de Portugal (né le 5 juin 1507- † 7 novembre 1534), duc de Guarda et de Trancoso, époux en 1529 de Guyomar Coutinho, comtesse de Loulé (morte en 1534)

- Afonso de Portugal (cardinal) (1509-1540)

- Marie (1511-1513)

- Henri Ier, cardinal puis roi de Portugal

- Édouard de Portugal (né le 7 octobre 1515- † 20 septembre 1540) (Duarte : pt), 4e duc de Guimarães, époux d'Isabelle de Bragance, fille du duc Jacques Ier de Bragance : d'où la succession au trône de Portugal à partir de 1640 avec leur arrière-petit-fils Jean IV (duc de Bragance Jean II, de la Maison de Bragance)

- Antoine de Portugal (1516-1516)

Veuf pour la seconde fois, il épouse en 1519 Éléonore de Habsbourg, infante d'Espagne, fille aînée de Jeanne la Folle et nièce de ses deux précédentes épouses . Le couple a deux enfants:
- Charles de Portugal, né le 18 février 1520 et mort le 15 avril 1521.

- Marie de Portugal (1521-1577).

## Titre complet
Roi de Portugal et des Algarves, de chaque côté de la mer en Afrique, duc de Guinée et de la conquête, de la navigation et du commerce d'Éthiopie, d'Arabie, de Perse et d'Inde par la grâce de Dieu.